# مائوریتزیو ترومبتا
مائوریتزیو ترومبتا (انگلیسی: Maurizio Trombetta؛ زادهٔ ۲۹ سپتامبر ۱۹۶۲) بازیکن فوتبال اهل ایتالیا است.
از باشگاه‌هایی که در آن بازی کرده‌است می‌توان به باشگاه فوتبال تریستیانا، باشگاه فوتبال اودینزه، باشگاه فوتبال اسپال، و باشگاه فوتبال پیستویزه اشاره کرد.